# Melithaea africana
Melithaea africana är en korallart som först beskrevs av Kükenthal 1908.  Melithaea africana ingår i släktet Melithaea och familjen Melithaeidae. Inga underarter finns listade i Catalogue of Life.